# Mimia
Mimia este un gen de fluturi din familia Hesperiidae. 

## Specii
- Mimia chiapaensis
- Mimia phydile